# Veierland
Veierland är en norsk ö som tillhör Færders kommun i Vestfold fylke. Fram till 1 januari 1965 tillhörde ön Stokke kommun, därefter fram till 1 januari 2018 tillhörde ön Nøtterøy kommun. Ön har en fastboende befolkning på cirka 140 människor. Öns areal är på cirka 4,4 kvadratkilometer. Veierland är mest känd som en semesterö med sina cirka 400 stugor. Ön ligger vid Tønsbergfjorden, mitt emellan Nøtterøy, Tjøme, Stokke och Sandefjord. Ön har färjeförbindelse med Tenvik på Nøtterøy och Engø vid Sandefjord. 
Författaren Jens Bjørneboe bodde ett tag på Veierland. En annan känd författare knuten till ön är Karin Bang som har skrivit två historiska romaner med motiv från valfångstmiljöer på Veierland. I sina romaner kallar hon ön för Jutøy. 
Veierland är också ett norskt efternamn. 14 november 2005 var det 26 personer i Norge som hade det som efternamn.